# Cinematografia italiană
Cinematografia italiană  cuprinde filmele realizate în Italia  sau de regizori italieni. De la dezvoltarea industriei cinematografice italiene la începutul anilor 1900, producătorii de film și artiștii italieni au avut uneori succese interne și internaționale și au influențat cinematografia din întreaga lume. Până în 2014, filmele italiene au câștigat 14 premii Oscar pentru cel mai bun film străin, clasându-se pe locul 1 la acest capitol, precum și 12 Palme d'Or, clasându-se pe locul 2 în lume.
Primele filme italiene au fost, de obicei, adaptări ale unor cărți sau piese de teatru. Prin anii 1910, cineaștii italieni foloseau decoruri complexe, costume generoase și bugete mari  pentru a produce filme de pionierat, cum ar fi Quo Vadis (1913) regizat de Enrico Guazzoni sau Cabiria (1914) regizat de Giovanni Pastrone. Una dintre primele mișcări cinematografice de avangardă, futurismul italian, a avut loc în Italia la sfârșitul anilor 1910. După o perioadă de declin în anii 1920, industria cinematografică italiană a fost revitalizată în anii 1930, odată cu apariția filmului sonor. Un gen popular italian în această perioadă, Telefoni Bianchi, era format din comedii pline de farmec.
În timp ce guvernul fascist al Italiei a oferit sprijin financiar pentru industria cinematografică a națiunii, în special pentru construcția studiourilor Cinecittà, acesta a fost implicat și în cenzură, și astfel multe filme italiene produse la sfârșitul anilor 1930 erau filme de propagandă. După al doilea război mondial în Italia a apărut o creștere a mișcării neo-realiste italiene, care a lansat cariere ale unor regizori ca Luchino Visconti, Roberto Rossellini sau Vittorio De Sica. Neorealismul a scăzut la sfârșitul anilor 1950 în favoarea unor filme mai ușoare, cum ar fi genul Commedia all'italiana și au apărut regizori importanți precum Federico Fellini și Michelangelo Antonioni. Actrițe precum Sophia Loren, Giulietta Masina și Gina Lollobrigida au căpătat o reputație internațională în această perioadă.
În perioada 1958 - 1965 filmele peplum (istorice sau epice biblice) au dominat cinematografia italiană cu personaje ca Maciste sau Hercule. Regizorul italian Vittorio Cottafavi a denumit acest gen de filme ca "Neo-Mitologie".
Genul Spaghetti Western a atins maximul de popularitate la  mijlocul anilor 1960 cu Trilogia Dolarilor creată de Sergio Leone care a beneficiat de muzica enigmatică a compozitorului Ennio Morricone. Filmele thriller erotice italiene, sau giallos, produse de regizori precum Mario Bava și Dario Argento în anii 1970, au influențat genul filmelor de groază la nivel mondial. În anii 1980 și 1990, regizori, cum ar fi  Ermanno Olmi, Bernardo Bertolucci, Giuseppe Tornatore, Gabriele Salvatores și Roberto Benigni au atras noi aprecieri internaționale asupra cinematografiei italiene.

## Istorie
Istoria cinematografiei italiene a început la câteva luni după ce frații Lumière începuseră proiecțiile de filme. Primul film italian avea câteva secunde și îl arăta pe Papa Leon al XIII-lea dând o binecuvântare către cameră. Industria italiană de film s-a născut între 1903 și 1908 cu trei companii: Società Italiana Cines, Ambrosio Film și Itala Film. Au urmat și alte companii în Milano și Napoli. În scurt timp, aceste prime companii au ajuns la o calitate rezonabilă a producțiilor, care au început să se vândă și în afara Italiei. Cinematografia a fost utilizată apoi de Benito Mussolini, care a înființat celebrul studio Cinecittà din Roma pentru producția de propagandă fascistă în preludiul celui de al Doilea Război Mondial.
Între 6 și 21 august 1932 este organizată prima ediție a  Expoziției Internaționale de Artă Cinematografică de la Veneția (Festivalul de Film de la Veneția, italiană: Biennale di Venezia).